# Francisco I. Madero
Francisco I. Madero (n. 30 octombrie 1873, Parras de la Fuente⁠(d), Coahuila de Zaragoza, Mexic – d. 22 februarie 1913, Ciudad de México, Mexic) a fost un revoluționar care a fost președinte al Mexicului între 1911 și 1913. A fost asasinat de generalul Victoriano Huerta⁠(d) pentru că oamenii credeau că nu are ceea ce este necesar pentru a conduce Mexicul.
A absolvit HEC Paris.